# 古巴东南第一个咖啡种植园考古风景区
古巴东南第一咖啡种植园考古风景区（西班牙語：Paisaje arqueológico de las primeras plantaciones de café de Cuba）是位于古巴马埃斯特拉山脉地区的一处世界遗产，该名为联合国教科文组织的官方名称，2000年列入世界遗产。
该咖啡种植园建于19世纪，由于当地地形崎岖，在农业耕作中产生了创新，展示了加勒比地区的技术发展历史。

## 登録基準
该世界遗产被认为满足世界遺產登錄基準中的以下基準而予以登錄：
- （iii）呈现有关现存或者已经消失的文化传统、文明的独特或稀有之证据。
- （iv）关于呈现人类历史重要阶段的建筑类型，或者建筑及技术的组合，或者景观上的卓越典范。